# قالقانلو (شاهین‌دژ)
قالقانلو یک روستا در ایران است که در دهستان چهاردولی (شاهین‌دژ) واقع شده‌است. قالقانلو ۱۵۰نفر جمعیت دارد.